# The Kenton Era
| Recensione | Giudizio |
| ---------- | -------- |
| AllMusic   |          |

The Kenton Era è una Compilation di quattro Long playing del pianista e caporchestra statunitense Stan Kenton, pubblicato dalla casa discografica Capitol Records nel febbraio del 1955 .

## Tracce

### LP
Lato A

## Part 1: Prologue
1. Prologue - Stan Kenton Speaks of the Development of His Music – 11:48 – Registrato il 7 dicembre 1954 al Capitol Studios, Hollywood, California

Lato B

## Part 2: Balboa Bandwagon
1. Artistry in Rhythm – 0:42 (musica: Stan Kenton) – Registrato il 1º settembre 1941 al Rendezvous Ballroom, Balboa, California
2. Two Moods – 2:08 (musica: Ralph Yaw) – Registrato il 25 luglio 1941 al Rendezvous Ballroom, Balboa, California
3. Etude for Saxophones – 3:15 (musica: Stan Kenton) – Registrato il 1º novembre 1940 al Music City, Hollywood, California
4. I Got It Bad and That Ain't Good – 2:59 (testo: Paul Francis Webster – musica: Duke Ellington) – Registrato il 17 agosto 1941 al Rendezvous Ballroom, Balboa, California
5. Lamento Gitano – 2:54 (musica: Tradizionale; arrangiamento di Stan Kenton) – Registrato il 1º settembre 1941 al Rendezvous Ballroom, Balboa, California
6. Reed Rapture – 2:14 (musica: Stan Kenton) – Registrato il 25 luglio 1941 al Rendezvous Ballroom, Balboa, California
7. La cumparsita – 3:16 (musica: Gerardo Matos Rodríguez; arrangiamento di Stan Kenton) – Registrato il 17 agosto 1941 al Rendezvous Ballroom, Balboa, California
8. St. James Infirmary – 3:16 (musica: Joe Primrose) – Registrato il 1º settembre 1941 al Rendezvous Ballroom, Balboa, California
9. Arkansas Traveler – 2:03 (musica: Tradizionale; arrangiamento di Stan Kenton) – Registrato il 17 agosto 1941 al Rendezvous Ballroom, Balboa, California
10. Artistry in Rhythm (Closing Theme) – 0:56 (musica: Stan Kenton) – Registrato il 1º settembre 1941 al Rendezvous Ballroom, Balboa, California

Lato C

## Part 3: Growing Pains
1. Russian Lullaby – 2:19 (musica: Irving Berlin) – Registrato (Band Rehearsal) il 6 dicembre 1944, Hollywood, California
2. I Lost My Sugar in Salt Lake City – 2:05 (musica: Leon Rene, Johnny Lange) – Registrato il 14 gennaio 1944 al Civic Auditorium, Pasadena, California
3. Opus a Dollar Three Eighty – 2:21 (musica: Pete Rugolo) – Registrato (Band Rehearsal) il 6 dicembre 1944, Hollywood, California
4. I Know That You Know – 1:51 (testo: Anne Caldwell – musica: Vincent Youmans) – Registrato (Band Rehearsal) il 20 aprile 1944, Hollywood, California
5. I'm Going Mad for a Pad – 3:04 (testo: Joe Greene – musica: Charles Lawrence, Stan Kenton) – Registrato il 20 maggio 1944 al C.P. MacGregor Studios, Hollywood, California
6. Ol' Man River – 3:01 (testo: Oscar Hammerstein II – musica: Jerome Kern) – Registrato il 15 aprile 1944 al Civic Auditorium, Pasadena, California
7. I'll Remember April – 3:03 (testo: Don Raye, Patricia Johnston – musica: Gene De Paul) – Registrato (Band Rehearsal) il 20 aprile 1944, Hollywood, California
8. Liza – 2:09 (testo: Ira Gershwin – musica: George Gershwin) – Registrato il 14 gennaio 1944 al Civic Auditorium, Pasadena, California

Lato D

## Part 4: Artistry In Rhythm
1. One Twenty – 2:41 (musica: Ralph Yaw) – Registrato il 20 dicembre 1945 al Radio Recorders, Hollywood
2. Body and Soul – 3:14 (testo: Edward Heyman, Robert Sour, Frank Eyton – musica: Johnny Green) – Registrato il 27 novembre 1945 al Radio Recorders, Hollywood, California
3. Tea for Two – 2:49 (testo: Irving Caesar – musica: Vincent Youmans) – Registrato il 20 dicembre 1945 al Radio Recorders, Hollywood
4. I Never Thought I'd Sing the Blues – 2:57 (testo: Eddie Stone – musica: Floyd Bean) – Registrato il 20 dicembre 1945 al Radio Recorders, Hollywood
5. I've Got the World on a String – 3:37 (testo: Ted Koehler – musica: Harold Arlen) – Registrato il 18 luglio 1946 al Radio Recorders, Hollywood, California
6. Everybody Swing – 2:13 (musica: Gene Roland) – Registrato il 19 luglio 1946 al Radio Recorders, Hollywood, California
7. You May Not Love Me – 2:54 (testo: Johnny Burke – musica: James Van Heusen) – Registrato il 19 luglio 1946 al Radio Recorders, Hollywood, California
8. More Than You Know – 2:23 (testo: Billy Rose, Edward Eliscu – musica: Vincent Youmans) – Registrato il 18 luglio 1946 al Radio Recorders, Hollywood, California

Lato E

## Part 5: Progressive Jazz
1. Artistry in Harlem Swing – 2:45 (musica: Gene Roland) – Registrato il 1º aprile 1947 al Radio Recorders, Hollywood, California
2. If I Could Be with You (One Hour Tonight) – 3:41 (testo: Henry Creamer – musica: Jimmy Johnson) – Registrato il 1º aprile 1947 al Radio Recorders, Hollywood, California
3. By the River Sainte Marie – 1:36 (testo: Edgar Leslie – musica: Harry Warren) – Registrato il 1º aprile 1947 al Radio Recorders, Hollywood, California
4. Sophisticated Lady – 3:11 (testo: Irving Mills, Mitchell Parish – musica: Duke Ellington) – Registrato il 1º aprile 1947 al Radio Recorders, Hollywood, California
5. Interlude – 3:54 (musica: Pete Rugolo) – Registrato (dal vivo) il 12 giugno 1948 al Hollywood Bowl, Hollywood, California
6. Over the Rainbow – 3:19 (testo: E. Y. Harburg – musica: Harold Arlen) – Registrato il 13 dicembre 1947 al Commodore Hotel, New York City, New York
7. Machito – 2:15 (musica: Pete Rugolo) – Registrato (dal vivo) il 12 giugno 1948 al Hollywood Bowl, Hollywood, California
8. Elegy for Alto – 4:02 (musica: Stan Kenton, Pete Rugolo) – Registrato (dal vivo) il 12 giugno 1948 al Hollywood Bowl, Hollywood, California

Lato F

## Part 6:  Innovations
1. In Veradero – 4:15 (musica: Neal Hefti) – Registrato il 5 febbraio 1950 al Capitol Studios, Hollywood, California
2. Amazonia – 4:37 (musica: Laurindo Almeida) – Registrato il 3 febbraio 1950 al Capitol Studios, Hollywood, California
3. Salute – 4:02 (musica: Pete Rugolo) – Registrato (dal vivo) il 14 ottobre 1951 al Cornell Rhythm Club, Ithaca, New York
4. Coop's Solo – 3:39 (musica: Shorty Rogers) – Registrato (dal vivo) il 14 ottobre 1951 al Cornell Rhythm Club, Ithaca, New York
5. Ennui – 3:37 (musica: Bill Russo) – Registrato (dal vivo) il 14 ottobre 1951 al Cornell Rhythm Club, Ithaca, New York
6. Samana – 3:49 (musica: Manny Albam) – Registrato (dal vivo) il 14 ottobre 1951 al Cornell Rhythm Club, Ithaca, New York

Lato G

## Part 7:  Contemporary
1. Swing House – 2:53 (musica: Gerry Mulligan) – Registrato il 15 settembre 1952 al Universal Recording Studios, Chicago, Illinois
2. You Go to My Head – 3:18 (testo: Haven Gillespie – musica: J. Fred Coots) – Registrato il 15 settembre 1952 al Universal Recording Studios, Chicago, Illinois
3. Baa-Too-Kee – 2:40 (musica: Dante Varela, Laurindo Almeida) – Registrato il 30 gennaio 1953 al Capitol Studios, Hollywood, California
4. Stella by Starlight – 3:16 (testo: Ned Washington – musica: Victor Young) – Registrato il 28 gennaio 1953 al Capitol Studios, Hollywood, California
5. Bill's Blues – 2:51 (musica: Bill Russo) – Registrato il 20 marzo 1952 al Capitol Studios, Hollywood, California
6. Modern Opus – 3:13 (musica: Bob Graettinger) – Registrato il 19 marzo 1952 al Capitol Studios, Hollywood, California
7. Zoot – 3:16 (musica: Bill Holman) – Registrato (dal vivo) il 18 settembre 1953 al The Alhambra, Parigi, Francia

Lato H

## Part 8:  Epilogue
1. Epilogue (Stan Kenton discute sulle sue aspirazioni e future direzioni della sua musica) – 2:10 – Registrato (dal vivo) il 18 settembre 1953 al The Alhambra, Parigi, Francia
2. Artistry in Rhythm (Theme) – 3:58 (musica: Stan Kenton) – Registrato (dal vivo) il 18 settembre 1953 al The Alhambra, Parigi, Francia

## Musicisti
Artistry in Rhythm / Two Moods / I Got It Bad and That Ain't Good / Lamento Gitano / Reed Rapture / La cumparsita / St. James Infirmary / Arkansas Traveler / Artistry in Rhythm (Closing Theme) /
- Stan Kenton – piano, direttore orchestra
- Red Dorris – sassofono
- Bob Gioga – sassofono
- Bill Leahy – sassofono
- Jack Ordean – sassofono
- Ted Romersa – sassofono
- Chico Alvarez – tromba
- Frank Beach – tromba
- Earl Collier – tromba
- Dick Cole – trombone
- Harry Forbes – trombone
- Al Costi – chitarra
- Howard Rumsey – contrabbasso
- Marvin George – batteria

Etude for Saxophones
- Stan Kenton – piano
- Morey Beeson – sassofono
- Red Dorris – sassofono
- Bob Gioga – sassofono
- Al Harding – sassofono
- Jack Ordean – sassofono
- Buddy Hayes – contrabbasso
- Ralph Leslie – chitarra
- Chauncey Farrer – batteria

Russian Lullaby / Opus a Dollar Three Eighty
- Stan Kenton – piano
- Dave Matthews – sassofono tenore (solista)
- Stan Getz – sassofono
- Bob Gioga – sassofono
- Boots Mussulli – sassofono
- John Carroll – tromba
- Buddy Childers – tromba
- Karl George – tromba
- Mel Green – tromba
- Gene Roland – tromba
- Harry Forbes – trombone
- Milt Kabak – trombone
- Bart Varsalona – trombone
- Fred Zito – trombone
- Bob Kesterson – contrabbasso
- Bob Ahern – chitarra
- Jim Falzone – batteria

I Lost My Sugar in Salt Lake City / Ol' Man River / Liza
- Stan Kenton – piano
- Charlie Shirley – arrangiamenti (I Lost My Sugar in Salt Lake City e Liza)
- Joe Rizzo – arrangiamenti (Ol' Man River)
- Morey Beeson – sassofono
- Red Dorris – sassofono tenore (Ol' Man River e Liza), sassofono
- Bob Gioga – sassofono
- Eddie Meyers – sassofono
- Art Pepper – sassofono
- Ray Borden – tromba
- John Carroll – tromba
- Buddy Childers – tromba
- Karl George – tromba
- Dick Morse – tromba
- George Fave – trombone
- Harry Forbes – trombone
- Bart Varsalona – trombone
- Clyde Singleton – contrabbasso
- Bob Ahern – chitarra
- Joe Vernon – batteria

I Know That You Know / I'll Remember April
- Stan Kenton – piano, arrangiamenti (I'll Remember April)
- Joe Rizzo – arrangiamenti (I Know That You Know)
- Gene Howard – voce (I'll Remember April)
- Dave Matthews – sassofono tenore
- John Carroll – tromba
- Chet Ball – sassofono
- Stan Getz – sassofono
- Bob Gioga – sassofono
- Dave Malthews – sassofono
- Eddie Meyers – sassofono
- John Carroll – tromba
- Buddy Childers – tromba
- Karl George – tromba
- Dick Morse – tromba
- George Faye – trombone
- Harry Forbes – trombone
- Bart Varsalona – trombone
- Gene Englund – contrabbasso
- Bob Ahern – chitarra
- Joe Fernon – batteria

I'm Going Mad for a Pad
- Stan Kenton – piano
- Anita O'Day – voce
- Joe Rizzo – arrangiamenti
- Dave Matthews – sassofono tenore
- John Carroll – tromba
- Morey Beeson (Bob Gioga) – sassofono
- Bill Atkinson – trombone
- Jessie Price (Joe Vernon) – batteria

One Twenty / Body and Soul / Tea for Two / I Never Thought I'd Sing the Blues
- Stan Kenton – piano
- June Christy – voce (I Never Thought I'd Sing the Blues)
- Pete Rugolo – arrangiamenti (Body and Soul)
- Gene Roland – arrangiamenti (Tea for Two)
- Milt Kabak – arrangiamenti (I Never Thought I'd Sing the Blues)
- Al Anthony – sassofono
- Bob Cooper – sassofono
- Bob Gioga – sassofono
- Vido Musso – sassofono
- Boots Mussulli – sassofono
- John Anderson – tromba
- Russ Burgher – tromba
- Buddy Childers – tromba
- Bob Lymperis – tromba
- Ray Wetzel – tromba
- Milt Kabak – trombone
- Ray Klein – trombone
- Jimmy Simms – trombone
- Bart Varsalona – trombone
- Fred Zito – trombone
- Eddie Safranski – contrabbasso
- Bob Ahern – chitarra
- Ralph Collier – batteria

I've Got the World on a String / More Than You Know / Everybody Swing / You May Not Love Me
- Stan Kenton – piano, direttore orchestra
- Stan Kenton – arrangiamenti (brano: More Than You Know)
- Pete Rugolo – arrangiamenti (brano: I've Got the World on a String)
- Ken Hanna – arrangiamenti (brano: You May Not Love Me)
- Gene Howard – voce (brano: You May Not Love Me)
- Boots Mussulli – sassofono alto
- Al Anthony – sassofono
- Bob Cooper – sassofono
- Bob Gioga – sassofono
- Vido Musso – sassofono
- John Anderson – tromba
- Ken Hanna – tromba
- Buddy Childers – tromba
- Chico Alvarez – tromba
- Ray Wetzel – tromba
- Milt Kabak – trombone
- Miff Sines – trombone
- Bart Vasalona – trombone
- Kai Winding – trombone
- Eddie Safranski – contrabbasso
- Bob Ahern – chitarra
- Shelly Manne – batteria

Artistry in Harlem Swing / If I Could Be with You (One Hour Tonight) / By the River Sainte Marie / Sophisticated Lady
- Stan Kenton – piano, direttore orchestra
- Pete Rugolo – arrangiamenti (brani: If I Could Be with You (One Hour Tonight) / By the River Sainte Marie e Sophisticated Lady)
- Bob Cooper – sassofono
- Bob Gioga – sassofono
- Eddie Meyers – sassofono
- Vido Musso – sassofono
- Boots Mussulli – sassofono
- Chico Alvarez – tromba
- John Anderson – tromba
- Buddy Childers – tromba
- Ken Hanna – tromba
- Ray Wetzel – tromba
- Milt Bernhart – trombone
- Harry Forbes – trombone
- Skip Layton – trombone
- Bart Varsalona – trombone
- Kai Winding – trombone
- Eddie Safranski – contrabbasso
- Bob Ahern – chitarra
- Shelly Manne – batteria

Interlude / Machito / Elegy for Alto
- Stan Kenton – piano, direttore orchestra
- Pete Rugolo – arrangiamenti
- Bob Cooper – sassofono
- Bob Gioga – sassofono
- Art Pepper – sassofono
- George Weidler – sassofono
- Warner Weidler – sassofono
- Chico Alvarez – tromba
- Buddy Childers – tromba
- Ken Hanna – tromba
- Al Porcino – tromba
- Ray Wetzel – tromba
- Milt Bernhart – trombone
- Eddie Bert – trombone
- Harry Betts – trombone
- Harry Forbes – trombone
- Bart Varsalona – trombone
- Eddie Safranski – contrabbasso
- Laurindo Almeida – chitarra
- Irv Kluger – batteria
- Jack Costanzo – bongos

Over the Rainbow
- Stan Kenton – piano, direttore orchestra
- June Christy – voce
- Pete Rugolo – arrangiamenti
- Bob Cooper – sassofono
- Bob Gioga – sassofono
- Art Pepper – sassofono
- George Weidler – sassofono
- Warner Weidler – sassofono
- Chico Alvarez – tromba
- Buddy Childers – tromba
- Ken Hanna – tromba
- Al Porcino – tromba
- Ray Wetzel – tromba
- Milt Bernhart – trombone
- Eddie Bert – trombone
- Harry Betts – trombone
- Harry Forbes – trombone
- Bart Varsalona – trombone
- Eddie Safranski – contrabbasso
- Laurindo Almeida – chitarra
- Shelly Manne – batteria
- Jack Costanzo – bongos [3]

In Veradero / Amazonia
- Stan Kenton – piano, direttore orchestra
- Chico Alvarez – tromba
- Buddy Childers – tromba
- Maynard Ferguson – tromba
- Don Paladino – tromba
- Shorty Rogers – tromba
- Milt Bernhart – trombone
- Harry Betts – trombone
- Bob Fitzpatrick – trombone
- Bill Russo – trombone
- Bart Varsalona – trombone
- Bart Caldarell – sassofono
- Bob Cooper – sassofono
- Bob Gioga – sassofono
- Art Pepper – sassofono
- Bud Shank – sassofono
- John Grass – corno
- Lloyd Otto – corno
- Gene Englund – tuba
- Laurindo Almeida – chitarra
- Don Bagley – contrabbasso
- Shelly Manne – batteria
- Carlos Vidal – conga drum (brano: In Veradero)
- Ivan Lopes, Stenio Ozoria, Nestor Amaral e José Oliveira – bongos (brano: In Veradero)
- Jimmy Cathcart – violino
- Earl Cornwell – violino
- Anthony Doria – violino
- Lewis Elias – violino
- Jimmy Holmes – violino
- George Kast – violino
- Alex Law – violino
- Herb Offner – violino
- Carl Ottobrino – violino
- Stan Harris – viola
- Lennie Selic – viola
- Sam Singer – viola
- Gregory Bemko – violoncello
- Zach Bock – violoncello
- Jack Wulfe – violoncello

Salute / Coop's Solo / Ennui / Samana
- Stan Kenton – piano, direttore orchestra
- Pete Rugolo – arrangiamenti (brano: Salute)
- Conte Candoli – tromba
- John Coppola – tromba
- Maynard Ferguson – tromba
- John Howell – tromba
- Stu Williamson – tromba
- Harry Betts – trombone
- Bob Fitzpatrick – trombone
- Dick Kenney – trombone
- George Roberts – trombone
- Bill Russo – trombone
- Bart Caldarell – sassofono
- Bob Cooper – sassofono
- Bob Gioga – sassofono
- Art Pepper – sassofono
- Bud Shank – sassofono
- John Graas – corno
- Lloyd Otto – corno
- George Price – corno
- Stan Fletcher – tuba
- Ralph Blaze – chitarra
- Don Bagley – contrabbasso
- Abe Luboff – contrabbasso
- Shelly Manne – batteria
- Earl Cornwell – violino
- Phil Davidson – violino
- Bart Gray – violino
- Maurice Koukel – violino
- Alex Law – violino
- Seb Mercurio – violino
- Dwight Muma – violino
- Charlie Scarle – violino
- Danny Napolitano – violino
- Ben Zimberoff – violino
- Paul Israel – viola
- Aaron Shapiro – viola
- Dave Smiley – viola
- Gregory Bemko – violoncello
- Zach Bock – violoncello
- Gab Jellen – violoncello

Swing House / You Go to My Head / Baa-Too-Kee / Stella by Starlight
- Stan Kenton – piano, direttore orchestra
- Bob Graettinger – arrangiamenti (brano: You Go to My Head)
- Conte Candoli – tromba
- Buddy Childers – tromba
- Don Dennis – tromba
- Maynard Ferguson – tromba
- Ruben McFall – tromba
- Bob Burgess – trombone
- Keith Moon – trombone
- Frank Rosolino – trombone
- George Roberts – trombone
- Bill Russo – trombone
- Vinnie Dean – sassofono
- Bob Gioga – sassofono
- Bill Holman – sassofono
- Richie Kamuca – sassofono
- Lee Konitz – sassofono
- Sal Salvador – chitarra
- Don Bagley – contrabbasso
- Stan Levey – batteria

Bill's Blues / Modern Opus
- Stan Kenton – piano, direttore orchestra
- Conte Candoli – tromba
- Buddy Childers – tromba
- Don Dennis – tromba
- Ruben McFall – tromba
- Clyde Reisinger – tromba
- Jerry Finch – trombone
- Bob Fitzpatrick – trombone
- John Haliburton – trombone
- George Roberts – trombone
- Bill Russo – trombone
- Lee Eliot – sassofono
- Bob Gioga – sassofono
- Bill Holman – sassofono
- Dick Meldonian – sassofono
- Lennie Niehaus – sassofono
- Laurindo Almeida – chitarra
- Ralph Blaze – chitarra
- Don Bagley – contrabbasso
- Frank Cappuccio – batteria

Zoot / Artistry in Rhythm (Theme)
- Stan Kenton – piano, direttore orchestra
- Conte Candoli – tromba
- Buddy Childers – tromba
- Don Dennis – tromba
- Don Smith – tromba
- Ziggy Minichelli – tromba
- Bob Burgess – trombone
- Keith Moon – trombone
- Frank Rosolino – trombone
- Bill Smiley – trombone
- Bill Russo – trombone
- Dave Schildkraut – sassofono
- Zoot Sims – sassofono
- Bill Holman – sassofono
- Tony Ferina – sassofono
- Lee Konitz – sassofono
- Barry Galbraith – chitarra
- Don Bagley – contrabbasso
- Stan Levey – batteria[4]